# کیرازلی (شاوشات)
کیرازلی (به ترکی استانبولی: Kirazlı) یک منطقهٔ مسکونی در ترکیه است که در شاوشات واقع شده‌است. کیرازلی ۲۳۷ نفر جمعیت دارد.